# Obststand 2
Obststand 2 ist das zweite Kollaboalbum der deutschen Rapper LX und Maxwell. Es erschien am 28. Juni 2019 über die Labels 187 Strassenbande und Chapter ONE als Standard-Edition und Boxset, inklusive der Leak EP und Instrumentals.

## Produktion
Das Album wurde zum Großteil vom Musikproduzenten der 187 Strassenbande, Jambeatz, produziert, der zehn von 15 Songs produzierte. Die Musik zu vier Liedern stammt von den Musikproduzenten The Cratez. Zudem sind The Royals (2 Songs), Daniel Schreiber, Nvie Motho sowie P.M.B. (je 1) als Produzenten vertreten. Für die Produktion der Leak EP war ebenfalls, bis auf das Lied Peinlich, das von The Cratez produziert wurde, Jambeatz verantwortlich.

## Covergestaltung
Das Albumcover ist größtenteils in den Farben Gelb und Lila gehalten und zeigt Maxwell und LX, die neben einer aus Kisten gebauten Ananas sitzen und Geld in den Händen halten. Vor ihren Füßen liegen weitere Ananasse. Rechts oben im Bild befindet sich der lila Schriftzug LX & Maxwell, während der Titel Obststand 2 in Gelb bzw. Lila am unteren Bildrand steht.

## Gastbeiträge
Auf zehn der 15 Lieder sind neben den beiden Protagonisten weitere Künstler vertreten. Dies sind überwiegend die anderen Rapper der 187 Strassenbande Bonez MC, Gzuz und Sa4. So sind alle drei auf dem Song 100 Round Drum zu hören, während Bonez MC zudem Gastauftritte bei den Stücken Wassermelone, Bunkerplatz, Laserpointer und Dachterasse hat. Gzuz tritt des Weiteren auf Perdono und Schicker Schlitten in Erscheinung, und Sa4 ist noch auf Narcotic sowie Gelato & Skittlez vertreten. Perdono und Narcotic zudem Zusammenarbeiten mit dem Sänger und Rapper Gallo Nero, während Glas für Glas eine Kollaboration mit Estikay ist. Auf der Leak EP befinden sich neben weiteren Gastbeiträgen der 187-Strassenbande-Mitglieder auch Auftritte der Rapper Fatal (Sitzen auf Chrom), Omik K (Koch, koch!) und Bozza (Hahaha).

## Titelliste
| #  | Titel               | Gastmusiker         | Produzent(en)                            | Länge |
| -- | ------------------- | ------------------- | ---------------------------------------- | ----- |
| 1  | Intro               |                     | Jambeatz                                 | 1:35  |
| 2  | Bam Bam (187!)      |                     | The Cratez                               | 2:43  |
| 3  | Strassenbande       |                     | Jambeatz                                 | 2:31  |
| 4  | Perdono             | Gzuz, Gallo Nero    | The Cratez, The Royals                   | 3:38  |
| 5  | Wassermelone        | Bonez MC            | Jambeatz                                 | 3:35  |
| 6  | Bunkerplatz         | Bonez MC            | Jambeatz                                 | 3:12  |
| 7  | Laserpointer        | Bonez MC            | P.M.B.                                   | 3:00  |
| 8  | Narcotic            | Sa4, Gallo Nero     | The Cratez, The Royals                   | 3:07  |
| 9  | Schicker Schlitten  | Gzuz                | Daniel Schreiber, Nvie Motho, The Cratez | 3:55  |
| 10 | Dachterasse         | Bonez MC            | Jambeatz                                 | 2:19  |
| 11 | Gelato & Skittlez   | Sa4                 | Jambeatz                                 | 3:29  |
| 12 | Glas für Glas       | Estikay             | Jambeatz                                 | 3:17  |
| 13 | Korrekt             |                     | Jambeatz                                 | 2:12  |
| 14 | Lass die Sonne rein |                     | Jambeatz                                 | 2:38  |
| 15 | 100 Round Drum      | Bonez MC, Gzuz, Sa4 | Jambeatz                                 | 3:20  |

Leak EP des Boxsets
| #  | Titel                  | Gastmusiker         | Produzent(en) | Länge |
| -- | ---------------------- | ------------------- | ------------- | ----- |
| 1  | Dealer                 |                     | Jambeatz      | 2:38  |
| 2  | Lifestyle              | Bonez MC            | Jambeatz      | 3:30  |
| 3  | Makatussin             |                     | Jambeatz      | 2:54  |
| 4  | Sitzen auf Chrom       | Fatal               | Jambeatz      | 2:52  |
| 5  | Super Lemon Haze       |                     | Jambeatz      | 3:01  |
| 6  | HaifischNikez Allstars | Bonez MC, Gzuz, Sa4 | Jambeatz      | 3:03  |
| 7  | Immer wieder Sonntags  |                     | Jambeatz      | 2:43  |
| 8  | Peinlich               | Bonez MC            | The Cratez    | 3:49  |
| 9  | Drama                  | Sa4                 | Jambeatz      | 3:18  |
| 10 | Koch, koch!            | Omik K              | Jambeatz      | 3:31  |
| 11 | Reich & schön          |                     | Jambeatz      | 2:55  |
| 12 | Hahaha                 | Bozza               | Jambeatz      | 2:47  |

## Chartplatzierungen und Singles
Obststand 2 stieg am 5. Juli 2019 auf Platz 1 in die deutschen Albumcharts ein und konnte sich zehn Wochen in den Top 100 halten. In Österreich erreichte es ebenfalls die Chartspitze, während es in der Schweizer Hitparade Rang zwei belegte.
In den deutschen Album-Jahrescharts 2019 erreichte Obststand 2 Position 38.
| ChartsChartplatzierungen | Höchstplatzierung | Wochen |
| ------------------------ | ----------------- | ------ |
| Deutschland (GfK)        | 1 (10 Wo.)        | 10     |
| Österreich (Ö3)          | 1 (8 Wo.)         | 8      |
| Schweiz (IFPI)           | 2 (4 Wo.)         | 4      |

| ChartsJahrescharts (2019) | Platzierung |
| ------------------------- | ----------- |
| Deutschland (GfK)         | 38          |

Am 10. Mai 2019 wurde der Song Perdono als erste Single des Albums veröffentlicht und erreichte Rang sechs der deutschen Charts. In Österreich kam der Song auf Rang acht der Singlecharts und in der Schweizer Hitparade auf Position 14. Die zweite Auskopplung Strassenbande erschien am 20. Juni 2019 und belegte Position 30 in den deutschen Charts, die dritte Single 100 Round Drum folgte am 25. Juni 2019. Nach Albumveröffentlichung stiegen zudem die Lieder 100 Round Drum, Dachterasse, Wassermelone, Bunkerplatz und Schicker Schlitten in die deutschen Charts ein.
Aus der Leak EP wurden im Vorfeld bereits die Singles HaifischNikez Allstars (DE #3) und Super Lemon Haze (DE #15) ausgekoppelt.
Nach Erscheinen des Albums konnten sich die Lieder Lifestyle, Dachterasse, Wassermelone, Bunkerplatz sowie Schicker Schlitten aufgrund von Streaming und Downloads in Deutschland in den Singlecharts platzieren, wobei Lifestyle zusätzlich noch in Österreich und der Schweiz die Hitparade erreichte.
Im Jahr 2020 wurde die Single HaifischNikez Allstars für mehr als 200.000 verkaufte Einheiten in Deutschland mit einer Goldenen Schallplatte ausgezeichnet.

## Rezeption
| Professionelle Bewertungen | Professionelle Bewertungen |
| -------------------------- | -------------------------- |
| Kritiken                   |                            |
| Quelle                     | Bewertung                  |
| laut.de                    | [ 9 ]                      |

Anastasia Hartleib von laut.de bewertete Obststand 2 mit drei von möglichen fünf Punkten. Inhaltliche biete das Album „nichts wirklich Neues. Geld, Drogen, Knarren, Autos, Fotzen“ und liefere damit genau das, was die Fans gewohnt seien, nämlich „pubertären Humor, gepaart mit fragwürdigen Statussymbolen und sexistischem Gelaber.“ Dagegen wird die Produktion gelobt: „15 stimmige Bretter strahlen einem entgegen, die alle klar ausproduziert sind und genau die Waage zwischen Hochglanz- und Gossen-Optik halten.“
Florian Peking von MZEE bemängelte in seiner Kritik ebenfalls eine fehlende inhaltliche Weiterentwicklung. Obststand 2 sei „eine konsequente Weiterführung des Erstlings – ohne dabei auch nur die kleinsten Risiken einzugehen.“ Das sei strikter „Dienst nach Vorschrift“, ohne „neue Perspektiven und mehr Experimentierfreudigkeit bei der Raptechnik“ zu bieten. Trotzdem wird das Zusammenspiel zwischen den beiden Rappern positiv bewertet: „Sie ähneln sich in ihrer Vortragsweise und Attitüde immens und so greifen ihr Style und ihre drückenden Flows adäquat ineinander.“ Lobend hervorgehoben werden außerdem die Refrains von Bonez MC, die sich „hartnäckig als Ohrwürmer“ festsetzten.